# Pseudocellus krejcae
Pseudocellus krejcae är en spindeldjursart som beskrevs av James Cokendolpher och Enríquez 2004. Pseudocellus krejcae ingår i släktet Pseudocellus och familjen Ricinoididae. Inga underarter finns listade i Catalogue of Life.